# الطيب بن رزاق
مولانا الطيب صاحب بن رزاق هو الإمام أو الرئيس الروحي الحالي لمجموعة أتباع ملاك وكيل من الإسلام الشيعي الإسماعيلي المستعلي.